# Hakea longiflora
Hakea longiflora är en tvåhjärtbladig växtart som först beskrevs av George Bentham, och fick sitt nu gällande namn av R.M. Barker. Hakea longiflora ingår i släktet Hakea och familjen Proteaceae. Inga underarter finns listade i Catalogue of Life.